# Base randa
Lato inferiore del poligono che forma la randa. Lo stesso nome viene utilizzato per indicare la manovra per regolare la tensione della base della randa.
Nome della manovra corrente che su una imbarcazione a vela contribuisce a regolare il profilo della vela denominata randa. La manovra di base randa è armata sul boma. È costituita da cavi in fibra o in acciaio che trattengono la bugna di scotta (o bugna di base) sul boma e consentono di modificare la distanza tra la bugna di mura e la bugna di scotta della randa, quindi il profilo della stessa vela.